# Opaliński (Adelsgeschlecht)

Das Adelswappen der Familie von Opaliński, Wappengemeinschaft Łodzia

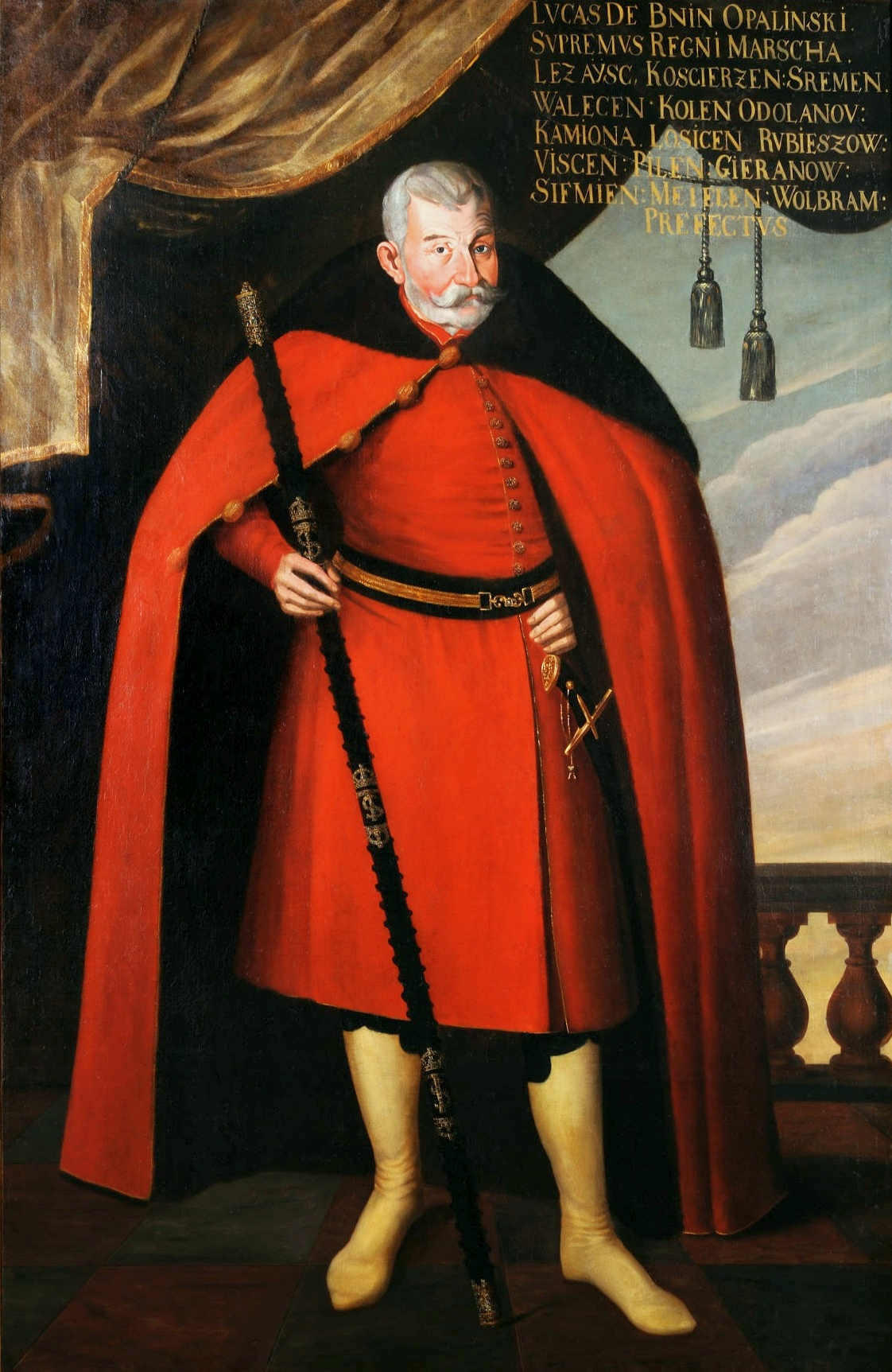
Łukasz Opaliński (1581–1654), den Marschallstab in der rechten Hand haltend

Die Familie der Grafen von Opaliński ist eines der bedeutendsten und ältesten europäischen Adelsgeschlechter aus Polen. Sie gehörten zu den Magnaten innerhalb der Szlachta. Die weibliche Form des Namens lautet Opalińska.
Das Wappen der Opalińskis stellt ein goldenes Schiff auf rotem Hintergrund dar. Im Polnischen wird es „Lodz“ oder „Lodzia“ genannt. Die damit verbundene Familiensage ist (wie üblich bei Sagen) gleichzeitig unglaublich und wahrheitsgetreu. Sie bezieht sich auf die griechisch-mythologischen Erzählungen über den Raub des Goldenen Vlieses von Iason und den Argonauten. Demnach ist es auch nicht verwunderlich, wenn den Opalińskis nachgesagt wird, dass sie ursprünglich aus dem Mittelmeerraum stammen (Antikes Griechenland bzw. Römisches Reich). Tatsächlich lässt sich zum Teil nachweisen, dass dieses Geschlecht, über das heutige Tschechien und Schlesien, von den südlichen Ländern Europas aus in die nicht so dicht bevölkerten Gebiete von Großpolen und Pommern eingewandert ist. Sicherlich war die durch den Papst befürwortete, verstärkte Christianisierung dieser Gebiete ein Grund dafür, weshalb sich die Opalińskis in dieser Region niederließen.
Der Name Opaliński (von Opalenica) lässt sich von der Stadt Opalenica in Großpolen ableiten. Der Erste, der den Namen Opaliński benutzte, der jedoch kein Opaliński war, ist ein Vertreter eines pommerschen Geschlechts: Ticz Bar de Opalenicza, der zwischen 1399 und 1401 die Stadt Opalenica gründete. Als Stammvater der Opalińskis gilt Peter von Bnin (Piotr Bniński, † um 1467), der sich als erster von Opalenica Opaliński nannte und der Bruder des eigentlichen Stadtgründers, des posenschen Bischofs Andreas von Bnin (Andrzej Bniński, † 1479), war.
Gegen Ende des 16. Jahrhunderts entstanden mehrere Nebenlinien der Opalińskis. Generell leiten sich aus dieser Aristokratenfamilie zwei Hauptlinien ab: die Opaliński-Bniński (von Opalenica-Bnin) aus der Stadt Bnin und die Opaliński-Sierakowski (von Opalenica-Sieraków) aus der Stadt Sieraków. Beide Städte liegen in Großpolen. Diese Linien sind teilweise ausgestorben, aufgrund fehlender männlicher Nachkommen bzw. aufgrund der Verlegung des Hauptwohnsitzes und Wirkungsgebietes nach Frankreich.
Aus dem Geschlecht gingen viele weltliche Vertreter hervor, aber auch kirchliche Würdenträger, z. B. Bischöfe, Kanoniker und Priester. Ihr katholischer Glaube und die Loyalität zum Heiligen Stuhl in Rom zeichnete die gesamte Familie aus. Dennoch waren sie offen für die modernen Glaubensströme, ausgehend vom westlichen Europa.
In den ihnen gehörenden Besitztümern und Ländereien erlaubten sie die Ansiedlung unterschiedlicher Nationalitäten und Glaubensgemeinschaften. Unter den Grafen Opaliński konnten Protestanten, Calvinisten und Juden ihre Religion ohne Einwände praktizieren. Auch waren die Ländereien ein sicherer Zufluchtsort für die durch die Reformation verfolgten deutschen Siedlerfamilien. Als Hauptsitz der Familie gilt Großpolen mit der Stadt Sierakow, die im Besitz dieser Linie von 1445 bis 1775 war. Zu dieser Zeit wurden unter dem Patronat dieses Geschlechts zahlreiche Kirchen, Klöster und Schulen gebaut, außerdem sind Bibliotheken und Theater entstanden. Aber auch der wirtschaftliche Wohlstand wuchs stetig. Innerhalb kürzester Zeit erlangte dieses Geschlecht sagenhaften Reichtum und Einfluss, nicht zuletzt mit Hilfe einer gezielten Heiratspolitik.
Generell bildet das Geschlecht der Grafen Opaliński das Fundament für mehrere später entstandene Adelsfamilien aus Polen und Litauen. Die Familie zeichnete sich durch ihre exzellenten Denker, Gelehrten und Diplomaten aus. Deswegen widmeten sich einige männliche Vertreter dieser Familie der Ausbildung der polnischen Kronprinzen. Dies war auch der Grund, weshalb dieses Adelsgeschlecht auch einen Wohnsitz in der königlichen Hauptstadt Krakau in der unmittelbaren Nähe des polnischen Königs und seiner Familie hatte.
Auch ist erwähnenswert, das aus dieser Familie sehr bekannte und bedeutende Dichter und Satiriker stammen, deren literarischen Werke (ausgewählte Teile) noch bis heute Pflichtlektüren an polnischen Schulen sind.
Die weiblichen Vertreter der Familie Opaliński waren für die damalige Zeit außergewöhnlich gebildet und modern im Denken. Sie beherrschten mehrere Fremdsprachen, besaßen eine rhetorische Begabung, fundiertes Allgemeinwissen und standen dem diplomatischen Geschick ihrer männlichen Verwandten nicht nach. Das beste Beispiel hierfür ist wohl Gräfin Katharina Opalińska, die aufgrund dessen eine der höchstangesehenen Damen der damaligen Zeit war. Insbesondere Gräfin Katharina Opalińska – die spätere polnische Königin und Mutter von Prinzessin Maria Leszczyńska (die spätere französische Königin) – ist bis in die heutige Zeit die osteuropäische Stammmutter aller bedeutenden europäischen Königshäuser.
Die Nachfahren der Adelsfamilie Opaliński (aus Nebenlinien) leben noch heute in verschiedenen Ländern Europas.

## Persönlichkeiten
- Gräfin Katharina Opalińska (1680–1747), Königin von Polen, Großfürstin von Litauen, Herzogin von Lothringen und Bar, Ehefrau des zweifach gewählten polnischen Königs Stanislaus I. Leszczyński, zunächst zwischen 1704 und 1709 und danach in den Jahren von 1733 bis 1736; Mutter der französischen Königin Maria Leszczyńska, der Ehefrau Ludwigs XV, Urgroßmutter des Französischen Königs Ludwig XVI., welcher der Französischen Revolution zum Opfer fiel (öffentliche Enthauptung), osteuropäische Stammmutter aller bedeutenden europäischen Königshäuser – bis heute;
- Prinzessin Maria Leszczyńska (1703–1768) Sie war die jüngere Tochter des polnisch-litauischen Königs und späteren Herzogs von Lothringen Stanislaus I. Leszczyński und seiner Frau Gräfin Katharina Opalińska, Tochter des Magnaten Jan Karol Opaliński und dessen Gemahlin Zofia Czarnkowska. Verheiratet mit den König von Frankreich Ludwigs XV König von Frankreich
- Prinzessin Anna Leszczyńska (1699–1717) Sie war die älteste Tochter des polnisch-litauischen Königs und späteren Herzogs von Lothringen Stanislaus I. Leszczyński und seiner Frau Gräfin Katharina Opalińska, Tochter des Magnaten Jan Karol Opaliński und dessen Gemahlin Zofia Czarnkowska.
- Graf Andrzej Opaliński (1540–1593), Adeliger, Großmarschall der polnischen Krone („Innenminister“ des Königreichs Polen);
- Graf Andrzej Opaliński (1575–1623), Adeliger, Bischof von Posen;
- Graf Jan Opaliński (1581–1637), Wojewode von Posen und Kalisch;
- Graf Łukasz Opaliński (1581–1654), Hofmarschall der polnischen Krone 1622–1634 (Stellvertreter des Großmarschalls der polnischen Krone), Großmarschall der polnischen Krone 1634–1650 und ab 1653 Wojewode von Rawa;
- Graf Piotr Opaliński (1586–1624), Diplomat in Moskau;
- Graf Krzysztof Opaliński (1605/1609–1655), ab 1637 Wojewode von Posen, königlicher Diplomat und bedeutender polnischer Dichter;
- Graf Łukasz Opaliński (1612–1666), Hofmarschall der polnischen Krone ab 1650, Marschall des Warschauer Sejms des Jahres 1638, Diplomat, Moralist, Poet und politischer Philosoph;
- Graf Jan Leopold Opaliński (1634–1672), Kastellan von Nakło;
- Graf Jan Karol Opaliński (1642–1701), Kastellan von Posen, Mäzen der Künste und Wissenschaften, Vater der Gräfin Katharina Opalińska;
- Graf Wojciech Leon Opaliński (1708–1775), Wojewode von Sieradz, Gelehrter der Jagiellonen-Universität Krakau